# Stílusgyakorlatok
A Stílusgyakorlatok Raymond Queneau (Exercices de style) egyik virtuóz műve. 1947-ben jelent meg. A műhöz az ötletet Johann Sebastian Bach: A fúga művészete című nagyszabású variációs ciklusa adta: a mű egy rövid, egyszerű történet közel százféle stílusban elmesélve, később számos színházi feldolgozása készült.
Queneau műve magyarul könyvalakban is többször megjelent, és Magyarországon sikeres színházi előadásokat ért meg.
A Stílusgyakorlatok első bemutatója a magyar színháztörténet egyik legsikeresebb előadása volt. A darabot 1982. október 23-án mutatta be a Nemzeti Színház kamaraszínházából nem sokkal korábban önállóvá vált Katona József Színház.
Az előadás Queneau írása nyomán született, ami egy irodalmi játék, egy epikai stílusgyakorlat.
A sztori egyetlen banális történet kilencvenkilenc-féle variációja:
egy fiatalember felszáll egy zsúfolásig megtelt autóbuszra, pofátlanul leül egy megüresedett helyre, majd leszáll a buszról a Szent Lázár téren, ahol egy barátjával találkozik, aki azt mondja neki, hogy még egy gombot fel kell varrnia a kabátjára.

„Az ötösön csúcsforgalomban. Huszonhat éves forma pasas, fején puhakalap, a szalag helyett paszománnyal; hosszú nyak, mintha kinyújtották volna. Utasok szállnak le és föl. A pasas rátámad az egyik mellette állóra. Azt veti a szemére, hogy meglöki őt, valahányszor ott megy el valaki. Nyafogós hang, de szeretne keménynek hangzani. Megürül egy ülőhely, a pasas odaront.”

Távirati stílusban:

„TOEMOETT BUSZ HOSSZU NYAKU VESSZOE PASZOMAANYOS KALAPU FIATALEMBER VESSZOE ISMERETLEN UTAS ELFOGADHATO INDOK NEELKUEL STOP NEHEZM LLABUJJAK AALLITOG SZAANDEEKOS TIPRRASAAT STOP”

A Katona József színházi ősbemutató szereplői Bán János, Dörner György és Gáspár Sándor voltak. A darabot hosszú évekig játszották, aztán bemutatták más színházak is. A Komédium Színház színpadán felújították ugyanezekkel a szereplőkkel, akik összesen már több, mint hatszázszor játszották el a művet.
Az előadást az akkor még főiskolás Salamon Suba László rendezte.

## Magyarul
- Stílusgyakorlatok; ford., kieg. Bognár Róbert, tipográfiai stílusgyakorlatokkal megformálta Szántó Tibor; Helikon, Bp., 1988
- Exercices de style / Stílusgyakorlatok; ford. Bognár Róbert; Noran, Bp., 1996 (Kentaur könyvek)